# Justicia preussii
Justicia preussii là một loài thực vật có hoa trong họ Ô rô. Loài này được (Lindau) C.B. Clarke mô tả khoa học đầu tiên năm 1900.